# Hästskorevet

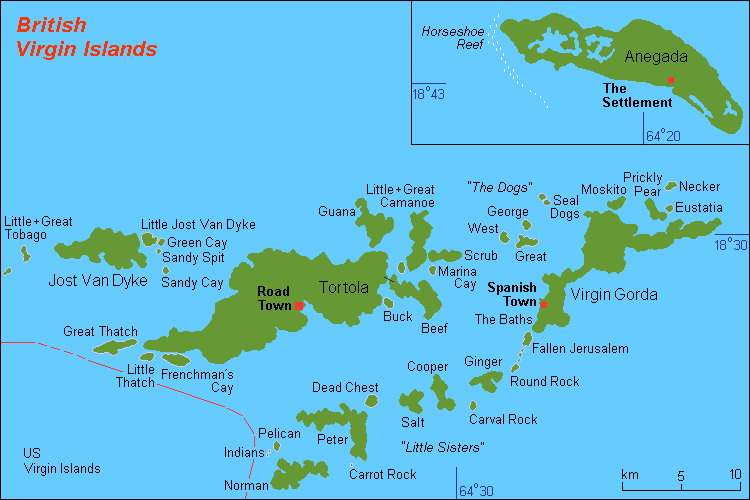
Lägeskarta

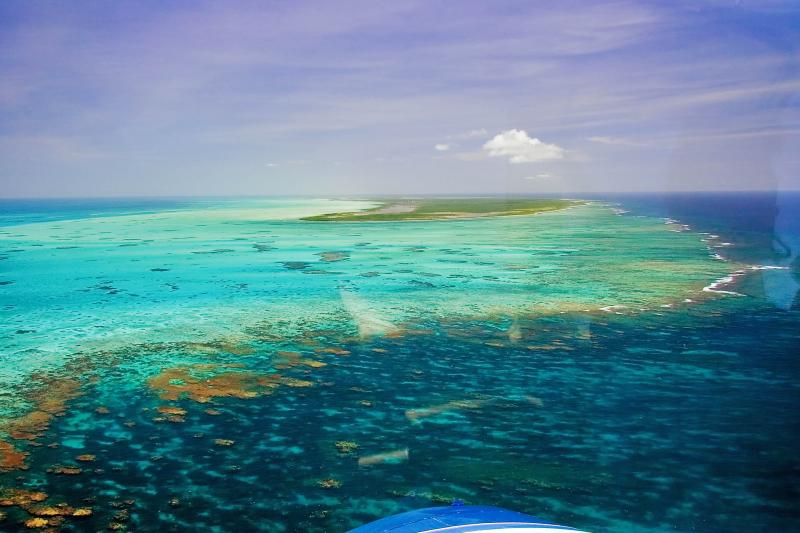
Hästskorevet / Horse Shoe Reef

Hästskorevet (engelska Horse Shoe Reef) är ett korallrev utanför ön Anegada bland de brittiska Jungfruöarna i Västindien.

## Geografi
Hästskorevet börjar utanför Anegadas västra spets vid Ruffling Point och sträcker sig längs med den norra kusten och sydöst ut i havet i en flera kilometer lång båge mot Virgin Gorda.
Revet räknas som det största i Karibiska havet och som det tredje största i världen och är ca 29 km långt.
Revet gör det mycket svårt att navigera fartyg till ön, de lokala båtarna får fritt segla in i revet medan det för turister är förbjudet att själva segla till Anegada.
De Brittiska Jungfruöarnas regering har utsett området till "Marine Conservation Area" för att skydda revet och det råder ankringsförbud.

## Historia
Hästskorevet har genom århundraden sänkt över 300 fartyg. Åren 1654 till 1899 gick 150 fartyg förlorade (1). Skeppsvraken utgör nu ett populärt mål för dykare.
Blande de mera kända fartygen finns det brittiska krigsfartyget "HMS Astra" som sjönk 1808, det portugisiska slavfartyget "Donna Paula" som sjönk 1819 och även den svenska barken "Maria" som sjönk 1893  (2).
Det lokala museet Pomato Point Museum visar fynd från olika vrak.